# 1992년 한국시리즈
1992년 프로야구 한국시리즈는 10월 8일부터 10월 14일까지 모두 5경기를 치러, 롯데 자이언츠가 빙그레 이글스를 4승 1패로 누르고 1984년 이후 8년 만에 두 번째 우승을 차지했다. 한국시리즈 MVP는 한국시리즈에서 2승 1세이브를 기록한 롯데의 박동희가 차지했는데 빙그레는 전년도 주전 유격수였던 황대연이 1991년 플레이오프 1차전에서 연습 도중  허리를 다쳐 시즌을 마감한 데다  같은 해 한국시리즈 종료 후에는 군 입대를 하여 내야수비가 갈수록 부실해져 정규시즌에서 132개 실책으로 최다실책 2위를 기록했고 이렇다할 대형투수(15선발승 이상)를 확보하지 못해 4번째 준우승에 머물러야 했는데 황대연의 군 입대로 주전 유격수가 된 지화동이 21실책으로 팀내 최다 실책의 불명예를 안았으며 전년도 16선발승으로 최다 선발승을 기록한 한용덕이 그 해(1992년) 6승을 올린 후 5월 20일부터 1승도 없이 8연패하는 등 극심한 부진을 보여 결국 9승(모두 선발) 11패로 마감해야 했고 급기야 다음 해(1993년)까지 2년 연속 9선발승(전년도와 똑같은 11패)에 그쳤으며 한용덕과 같은 대전 출신인  정민철도 같은 해(1992년) 시즌 중반 부상으로 결장하자  좌완 소방수 송진우가 전천후로 등판해야 했다.

## 정규 시즌
| 순위 | 구단          | 승 | 무 | 패 | 승률  | 게임 차 | 포스트 시즌                        |
| ---- | ------------- | -- | -- | -- | ----- | ------- | ---------------------------------- |
| 1    | 빙그레        | 81 | 2  | 43 | 0.651 | 0.0     | 한국시리즈 패배, 한국시리즈 준우승 |
| 2    | 해태          | 71 | 1  | 54 | 0.567 | 10.5    | 플레이오프 직행, 플레이오프 패배   |
| 3    | 롯데 자이언츠 | 71 | 0  | 55 | 0.563 | 11.0    | 한국시리즈 진출, 한국시리즈 우승   |
| 4    | 삼성          | 67 | 2  | 57 | 0.540 | 14.0    | 준 플레이오프 패배                 |
| 5    | OB            | 56 | 4  | 66 | 0.460 | 24.0    | 진출 실패                          |
| 6    | 태평양        | 56 | 3  | 67 | 0.456 | 24.5    | 진출 실패                          |
| 7    | LG            | 53 | 3  | 70 | 0.433 | 27.5    | 진출 실패                          |
| 8    | 쌍방울        | 41 | 1  | 84 | 0.329 | 40.5    | 진출 실패                          |

## 플레이오프 결과
|               | 승리팀             | 경기 결과 | 상대팀             |
| ------------- | ------------------ | --------- | ------------------ |
| 준 플레이오프 | 롯데 자이언츠(3위) | 2 - 0 - 0 | 삼성 라이온즈(4위) |
| 플레이오프    | 롯데 자이언츠(3위) | 3 - 0 - 2 | 해태 타이거즈(2위) |

## 한국시리즈 경기 결과

### 1차전
10월 8일 - 대전한화생명이글스파크
| 팀                                                                | 1 | 2 | 3 | 4 | 5 | 6 | 7 | 8 | 9 | R | H  | E |
| 롯데 자이언츠                                                     | 2 | 0 | 4 | 0 | 0 | 2 | 0 | 0 | 0 | 8 | 7  | 0 |
| 빙그레 이글스                                                     | 0 | 0 | 0 | 1 | 2 | 0 | 0 | 1 | 2 | 6 | 10 | 2 |
| 승리 투수: 박동희 패전 투수: 송진우 홈런: 롯데 – 이종운(6회 투런) |   |   |   |   |   |   |   |   |   |   |    |   |

롯데는 박동희를 선발로 내세워 1992시즌 다승왕 송진우와 대결시켰다. 빙그레는 1회초부터 꼬이기 시작했다. 선두 한영준을 포볼로 내보낸 송진우는 2번 조성옥의 1루선상 번트타구를 수비하다 중심을 잃고 타자주자와 접촉, 1루에서 아웃시켰으나 롯데의 주루방해 주장에 판정이 번복되어 무사 1, 2루의 위기에 몰렸다. 송진우는 폭투까지 범한 뒤 4번 김민호에게 2타점 좌전적시타를 얻어맞았다. 롯데는 3회초1사1, 3루에서 김민호의 희생플라이, 공필성의 2타점 좌전적시타, 박계원의 1타점 좌전적시타로 4점을 벌며 6 대 0으로 승세를 굳히고 6회 이종운이 우월 2점홈런을 터뜨려 종반 필사의 추격전을 펼친 빙그레를 8 대 6으로 따돌렸다. 박동희는 8회까지 8안타에다 폭투 3개를 범하면서 4점을 내주고도 시속 148km의 강속구로 매회탈삼진(10개)을 기록하며 여유있게 한국시리즈 첫승을 올렸다.

### 2차전
10월 9일 - 대전한화생명이글스파크
| 팀                                                 | 1 | 2 | 3 | 4 | 5 | 6 | 7 | 8 | 9 | R | H | E |
| 롯데 자이언츠                                      | 0 | 0 | 0 | 0 | 0 | 0 | 0 | 0 | 3 | 3 | 7 | 0 |
| 빙그레 이글스                                      | 0 | 0 | 0 | 0 | 0 | 0 | 0 | 0 | 2 | 2 | 8 | 0 |
| 승리 투수: 윤형배 패전 투수: 송진우 세이브: 윤학길 |   |   |   |   |   |   |   |   |   |   |   |   |

염종석과 함께 고졸 에이스의 자웅을 겨루던 빙그레 정민철의 상대는 연습생(신고선수) 출신인 윤형배였다. 소위 '버리는 경기'. 준플, 플레이오프 동안 기력을 소진한 마운드 사정을 감안한 어쩔 수 없는 강병철의 선택이었다.
정민철은 경기 시작부터 17타자를 범타로 처리하며 6회 2아웃까지 퍼펙트 피칭을 했다. 7회까지 단 2안타만 내줬던 정민철은 8회초 2개의 사사구를 허용하며 잠시 흔들리는 모습을 보였다. 이때까지, 경기 스코어는 0:0. 윤형배 역시 빙그레 타선의 안타를 산발로 막으며 무실점을 이어가고 있었다.
7회까지 2안타로 막아나오던 정민철이 8회초 2개의 사사구를 허용하며 피로의 기색을 보이자 김영덕 감독은 9회에 느닷없이 전날 선발게임을 실패한 송진우를 내세웠다. 승부수였다. 원아웃을 잡은 송진우는 4연속 좌전안타를 맞아 1점을 뺏기고 2사1, 3루에서 물러났으며 불을 끄러나온 한용덕은 포볼로 만루를 만들어준 다음 공필성의 내야안타와 밀어내기 포볼로 2점을 보태줘 3 대 0으로 게임을 그르치고 말았다. 8회까지 무실점으로 막아나오던 윤형배는 9회말 선두 장종훈에게 좌중월 2루타를 얻어맞고 후속 포볼로 1사1, 2루의 위기에 몰렸으나 릴리프 윤학길이 2안타를 맞으면서도 2점으로 막아 윤형배의 커리어에 한국시리즈 통산 1승이 기록되도록 지켜주었다.

### 3차전
10월 11일 - 사직야구장
| 팀                                                                | 1 | 2 | 3 | 4 | 5 | 6 | 7 | 8 | 9 | R | H  | E |
| 빙그레 이글스                                                     | 1 | 0 | 2 | 0 | 0 | 0 | 0 | 0 | 2 | 5 | 10 | 0 |
| 롯데 자이언츠                                                     | 0 | 0 | 1 | 1 | 1 | 0 | 0 | 1 | 0 | 4 | 9  | 1 |
| 승리 투수: 송진우 패전 투수: 윤학길 홈런: 롯데 – 공필성(3회 솔로) |   |   |   |   |   |   |   |   |   |   |    |   |

적지에서 2승을 거두고 여유있게 홈으로 귀환한 롯데는 윤학길을 선발기용했고 빙그레는 선발 3순위 한용덕을 맞상대시켰다. 빙그레는 초반 3이닝에 3점을 먼저 얻었고 롯데는 3∼5회에 1점씩을 뽑아 동점을 만들었다. 5회부터 등판한 빙그레 송진우는 8회 2사 2루에서 전준호에게 중전적시타를 맞아 4 대 3으로 역전당했다. 3연패를 혼자 뒤집어쓸 판. 그러나 빙그레는 9회초 마지막 공격에서 좌월 2루타로 나간 선두 양용모를 지화동이 좌전적시타로 불러들여 극적인 동점을 만들고 좌익수가 공을 뒤로 빠뜨린 틈에 3루까지 달린 지화동은 2사후 임주택의 3루앞 내야안타로 살아 5 대 4로 극적인 역전승을 거두었다.송진우는 드디어 개인 통산 한국시리즈 첫 승을 올렸고, 윤학길은 한국시리즈 첫 패를 10 피안타 완투패로 기록했다.

### 4차전
10월 12일 - 사직야구장
| 팀                                                 | 1 | 2 | 3 | 4 | 5 | 6 | 7 | 8 | 9 | R | H  | E |
| 빙그레 이글스                                      | 0 | 0 | 0 | 0 | 0 | 3 | 0 | 0 | 2 | 5 | 11 | 1 |
| 롯데 자이언츠                                      | 2 | 1 | 1 | 1 | 0 | 0 | 0 | 1 | X | 6 | 15 | 0 |
| 승리 투수: 염종석 패전 투수: 정민철 세이브: 박동희 |   |   |   |   |   |   |   |   |   |   |    |   |

염종석과 정민철. 이 해 가장 큰 센세이션을 일으켰던 두 고졸 신인 투수가 한국시리즈에서 맞붙었다. 전 경기에 이어 이번에도 롯데는 8회 1점을 얻고 빙그레는 9회에 2점을 뽑았다. 그러나 결과는 달랐다. 롯데가 6 대 5로 1점차 승리였다. 염종석은 컨디션이 좋지 않은 탓에 점차 구위가 떨어져 6회초 집중 4안타로 3점을 잃었으나 팀 타선은 이미 경기 초반에 5점을 뽑아놓고 있었다. 6회 2사1, 3루에서 마운드를 넘겨받은 박동희는 9회초 양용모 이강돈에게 2루타를 얻어맞아 2점을 내주었으나 8회말 전준호와 조성옥의 연속 2루타로 얻은 6점째를 결승점으로 지켜내 시리즈에서 1승 1세이브를 기록했다. 조성옥은 정규 시즌에서 벤치신세를 진 것을 분풀이하듯 2루타 두 개를 포함 5타수 5안타를 기록했다. 롯데가 얻은 6점은 모두 2사 후에 나온 것이었다. 반면 2차전에서 호투했던 정민철은 2회까지 5안타로 3실점하고 내려갔으며 구원 김홍명도 2이닝에서 2실점, 팀이 전의를 잃게 만들었다.

### 5차전
10월 14일 - 서울종합운동장 야구장
| 팀                                  | 1 | 2 | 3 | 4 | 5 | 6 | 7 | 8 | 9 | R | H | E |
| 롯데 자이언츠                       | 2 | 0 | 2 | 0 | 0 | 0 | 0 | 0 | 0 | 4 | 7 | 1 |
| 빙그레 이글스                       | 0 | 0 | 0 | 1 | 0 | 1 | 0 | 0 | 0 | 2 | 4 | 5 |
| 승리 투수: 박동희 패전 투수: 한용덕 |   |   |   |   |   |   |   |   |   |   |   |   |

3승 1패로 절대적 우위에 있던 롯데 자이언츠가 시리즈를 잠실로 옮겨 빙그레에게 마지막 일격을 가했다.선제점을 얻은 팀이 한번도 지지 않았듯이 롯데는 1, 3회초 각각 2점씩을 뽑아 4점을 앞선 뒤 윤형배-박동희(4회)의 빛나는 계투로 빙그레의 추격을 4안타 2실점으로 따돌려 4 대 2로 승리, 잔여 스케줄을 생략했다.롯데의 2루수 박정태는 빙그레의 마지막 타자 양용모가 친 타구를 잡아 1루에 있던 주자를 2루에서 포스 아웃시키며 두 손을 번쩍 들어 롯데 자이언츠의 두 번째 우승을 알렸다.

## 방송 중계

### TV
| 방송 채널 | 캐스터(한국시리즈 차전) | 해설위원 | 비고  |
| --------- | ----------------------- | -------- | ----- |
| KBS 1TV   | 정도영(2), 이장우(4)    | 하일성   |       |
| MBC TV    | 임주완(1·5), 양진수(3)  | 허구연   |       |
| SBS TV    | 유협(5)                 | 김동엽   | [ 4 ] |

### 라디오
| 방송 채널     | 캐스터(한국시리즈 차전) | 해설위원 | 비고 |
| ------------- | ----------------------- | -------- | ---- |
| KBS 제1라디오 | 불명(1·3·5)             | 하일성   |      |
| MBC 표준FM    | 불명(2·4)               | 허구연   |      |